# Димитър Илиев (футболист)
Вижте пояснителната страница за други личности с името Димитър Илиев.
Димитър Илиев е български футболист, нападател. Роден е на 25 септември 1988 г. в Пловдив. Юноша и настоящ играч на Локомотив Пловдив. Двукратен носител е на отличието Футболист на годината през 2019 и 2020 г. Отличен е също за най-добър нападател на България през 2019 г. Двукратен носител на Купата на България с Локомотив Пловдив през 2019 и 2020 г.., носител на Суперкупата на България през 2020 г. и сребърен медалист в Първа лига за сезон 2020/2021. Футболист номер едно на Пловдив за 2019, 2020, 2021 г.

## Биография
Роден е на 25 септември 1988 г. в Пловдив. Завършва Математическата гимназия „Акад.Кирил Попов“. Женен за Мартина Илиева от 2017 г. Има две деца – Йоан и Нико.

## Кариера
Възпитаник на школата на Локомотив Пловдив от 1998 г., дебютира за първия състав през сезон 2003/04. Изкарва проби в Саутхамптън и Челси през 2003 и 2004 г., но не стига до подпис. През 2006 г. става носител на наградата за най-добър млад нападател на България. Постепенно е наложен в първия състав на Локомотив Пловдив като до 2009 г. изиграва общо 73 мача и отбелязва 14 гола за пловдивчани. В началото на 2010 г. е закупен от ЦСКА София и веднага е отдаден под наем за период от 6 месеца на Миньор Перник. Дебютира за армейците през юли 2010 г., след което в началото на 2011 г. отново е отдаден за 6 месеца под наем в Пирин Благоевград. През лятото на 2011 г. преминава в Монтана със свободен трансфер. В периода 2012 – 2014 г. играе за Локомотив София. През лятото на 2014 г. преминава в полския Висла Плоцк, където изкарва успешни 3 сезона и записва 90 мача и 11 гола. През лятото на 2017 г. преминава в друг полски клуб Подбескидже Белско-Бяла.
На 16 юли 2018 г. се завръща в Локомотив Пловдив като оттогава е и капитан на отбора. В този период започват и най-големите успехи на футболиста. В рамките на 4 години извежда родния си клуб до 3 купи (2 Купи на България за сезони 2018/19 и 2019/20 и 1 Суперкупа през 2020, както и второ място в първенството за сезон 2020/21.
Димитър Илиев е с основна роля за тези успехи като отбелязва победното попадение в 90-тата минута във финала за Суперкупата на България през 2020 г. срещу Лудогорец в Разград. В турнира за Купата на България през 2018/19 отбелязва важни голове – в четвъртфинала срещу Етър (Велико Търново) бележи за 1:1 като впоследствие е точен и при изпълнението на дузпи и в полуфинала срещу Септември (София) за 1:0. През сезон 2019/20 в турнира за Купата на страната става голмайстор с 5 гола като отбелязва попадения във всяка от стъпките до финала – за 0:3 срещу Балкан Ботевград на 1/16-финалите, за 1:1 и 2:1 срещу Литекс (Ловеч) на осминафиналите, за 1:0 срещу ЦСКА 1948 на четвъртфиналите, за 1:0 срещу Левски (София) на полуфиналите и е точен при изпълнението на дузпи във финала срещу ЦСКА (София). Голмайстор на Локомотив Пловдив в Първа лига за сезони 2018/19, 2019/20, 2020/21 и 2021/22 съответно с 9, 12, 13 и 13 попадения.
В индивидуален план е избиран за Футболист № 1 на България за 2019 и 2020, нападател № 1 на България за 2019 и най-добър млад нападател на България за 2006 г. Футболист № 1 на Пловдив за 2019, 2020, 2021 г.
Има изиграни 11 мача и 5 гола в Европейските клубни турнири с Локомотив Пловдив, 20 мача и 10 гола в турнира за Купата на България и 2 мача и 1 гол за Суперкупата на България.
Има мачове за формациите на България до 17 години – 6 мача и 5 гола, до 19 години и 2 мача до 21 години. Дебют за националния отбор на България прави на 26 февруари 2020 г. в неофициалния двубой с Беларус – 0:1.

## Изказвания
След решаващия двубой на 15 май 2021 г. за сребърните медали в първенството срещу ЦСКА (София) спечелен с 2:0 след два гола на Димитър Илиев в интервюто си за „Диема Спорт“ след края на мача той заявява:
| „ | "Локомотив никога не е бил най-богатият клуб, никога не е бил толериран, но винаги футболистите са били мъже. Голямо поздравление за всички в отбора, защото това, което правим, с този бюджет е невероятно. Не всичко във футбола е пари. Благодаря на всеки един човек, който прави така, че да ходим в Пловдив с вдигната глава“. | “ |

## Отличия
Локомотив (Пловдив)
- Купа на България (2 пъти) – 2018/19, 2019/20
- Суперкупа на България (1 път) – 2020
- Вицешампион (1 път) – 2020/21

Индивидуални успехи
- Футболист № 1 на България (2 пъти) – 2019, 2020
- Нападател № 1 на България (1 път) – 2019
- Най-добър млад нападател на България (1 път) – 2006
- Футболист № 1 на Пловдив (3 пъти) – 2019, 2020, 2021